# ブリル (潜水艦)
ブリル (USS Brill, SS-330) は、アメリカ海軍の潜水艦。バラオ級潜水艦の一隻。艦名はヨーロッパ全体の沿岸海域に生息するカレイ目の魚であるブリル（Brill）に因んで命名された。未成同形艦ターボットの由来となったターボットと同属の食用種である。

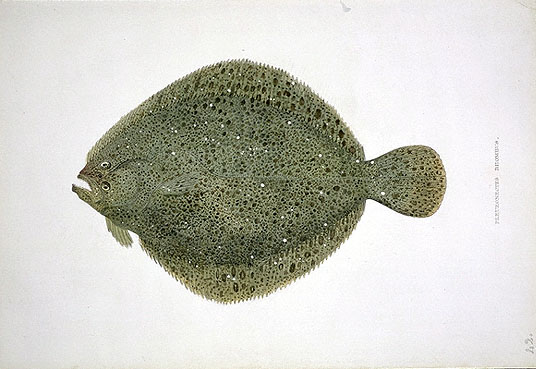
ブリル（Brill）

## 艦歴
ブリルは1943年9月23日にコネチカット州グロトンのエレクトリック・ボート社で起工した。1944年6月25日にフランシス・S・ロウ夫人（フランシス・ロウ少将夫人）によって命名、進水し、1944年10月26日に艦長ハリー・B・ダッジ中佐（アナポリス1930年組）の指揮下就役する。ブリルは1944年12月7日にニューロンドンを出航し、1945年1月8日に真珠湾に到着した。

### 哨戒
1月28日、ブリルは最初の哨戒で南シナ海、タイランド湾方面に向かった。2月9日にサイパン島に寄港して補給の後、哨区に到着。しかし、3月5日に北緯18度28分 東経110度07分 / 北緯18.467度 東経110.117度を中心とする海域でタンカーと病院船を発見したのを含め、敵との接触は4度しか無く、他はトンキン湾で多数のジャンクを見たのみであった。3月30日、ブリルは62日間の行動を終えてフリーマントルに帰投した。
4月27日、ブリルは2回目の哨戒でタイランド湾に向かった。しかし、この哨戒でもテンゴール岬沖で2隻の哨戒艇を発見した以外、敵との接触はほとんど無かった。6月4日、ブリルは41日間の行動を終えてスービック湾に帰投した。
7月3日、ブリルは3回目の哨戒でタイランド湾に向かった。7月11日、ブリルは北緯06度47分 東経101度50分 / 北緯6.783度 東経101.833度の地点で初めての戦闘を経験し、敵船に対して3度にわたって魚雷を合計11本発射したが、命中しなかった。7月19日には北緯07度32分 東経103度45分 / 北緯7.533度 東経103.750度の地点で駆逐艦神風が護衛する輸送船団に対して攻撃を行ったが、攻撃は成功しなかった。7月28日に再び神風と遭遇したが、やり過ごして戦闘には至らなかった。8月9日、ブリルは37日間の行動を終えてフリーマントルに帰投した。戦果はおよそ1,000トンの未確認船1隻を破壊したと判断された。
ブリルは第二次世界大戦の戦功で1個の従軍星章を受章した。

### 戦後
8月31日、ブリルはフリーマントルを出航。スービック湾に向かい9月9日に到着した。続いて真珠湾を経由してサンディエゴに向かい、1946年2月12日に到着した。ブリルは4月23日に真珠湾に向けて出航し、5月1日に修理を受ける。その後真珠湾を9月12日に出航、ミッドウェー島、アラスカ州アダック島、コディアック、ワシントン州インディアン島、ピュージェット湾を訪問し、11月9日に真珠湾に帰還した。ブリルはハワイ海域で第5潜水戦隊と共に訓練を継続し、1947年9月4日にサンディエゴに向けて出航した。9月29日にサンフランシスコ海軍造船所でオーバーホールを開始し、1948年2月24日にニューロンドンに向けて出航、3月16日に到着する。ブリルは1948年5月23日に退役し、同日トルコに移管された。

### トルコ海軍で
ブリルは1948年5月23日にビリンジ・イノニュ (TCG 1. İnönü, S 330) と改名された。艦名はトルコ革命における第一次イノニュの戦いに因んだものであった。1952年から53年にかけてフリート・シュノーケル改修が行われた。艦内の改修はトルコのゴルック海軍工廠で行われ、仕上げはアメリカで行われた。
イノニュは1972年11月29日にトルコ海軍を退役した。